# Pantadenia adenanthera
Pantadenia es un género monotípico perteneciente a la familia de las euforbiáceas. Su única especie: Pantadenia adenanthera es originaria del sudeste de Asia.

## Descripción
Son arbustos que alcanzan un tamaño de hasta 2 m de altura, con raíz tuberosa; corteza delgada, de color marrón claro y estípulas estrechamente triangulares, de 1.5-2 por 0,4 mm. Hojas con pecíolo 4-15 mm de largo, ovadasde 7.5-17.5 por 3.7-8.5 cm, la superficie inferior de color rojo (o negro). Las inflorescencias de hasta 5,5 cm de largo, con brácteas ovadas, con ápice caudado. Frutas de 5-6 por 6-8 mm, cáliz persistente. Semilla de 4 mm de diámetro.

## Distribución
Se distriiibuye por Tailandia, Laos, Camboya y Vietnam.

## Taxonomía
Pantadenia adenanthera fue descrita por François Gagnepain y publicado en Bulletin de la Société Botanique de France 71: 873. 1924.